# Liste der Äbte des Klosters St. Gallen
Diese Äbte leiteten das Kloster und die spätere Fürstabtei St. Gallen von der Gründung durch Otmar um 719 bis zum Untergang 1805. Die angegebenen Jahreszahlen bezeichnen die Amtszeit. 
- Otmar (719–759)
- Johannes (759–782)
- Ratpert (782)
- Waldo (782–784)
- Werdo (784–812)
- Wolfleoz (812–816)
- Gozbert (816–837)
- Bernwig (837–840/41)
- Engilbert (840/841)
- Grimald von Weißenburg (841–872)
- Hartmut (872–883)
- Bernhard (883–890)
- Salomo (890–919)
- Hartmann (922–925)
- Engilbert II. (925–933)
- Thieto (933–942)
- Craloh (942–958)
- Anno (953–954) Gegenabt
- Purchart (958–971)
- Notker (971–975)
- Ymmo (976–984)
- Ulrich I. (984–990)
- Kerhart (990–1001)
- Purchart II. von St. Gallen (1001–1022)
- Thietpald (1022–1034)
- Nortpert (1034–1072)
- Ulrich II. (1072–1076)
- Ulrich von Eppenstein (1077–1121)
- Lutold (1077–1083) Gegenabt
- Werinhar (1083–1086) Gegenabt
- Heinrich von Twiel (1121–1122) Gegenabt
- Manegold von Mammern (1121–1133)
- Werinher (1133–1167)
- Ulrich von Tegerfelden (1167–1199)
- Ulrich von Veringen (1199–1200)
- Heinrich von Klingen (1200–1204)
- Ulrich von Sax (1204–1220)
- Rudolf von Güttingen (1220–1226)
- Konrad von Bussnang (1226–1239)
- Walter von Trauchburg (1239–1244)
- Berchtold von Falkenstein (1244–1272)
- Ulrich von Güttingen (1272–1277)
- Heinrich von Wartenberg (1272–1274) Gegenabt
- Rumo von Ramstein (1274–1281)
- Wilhelm von Montfort (1281–1301)
- Konrad von Gundelfingen (1288–1291) Gegenabt
- Heinrich von Ramstein (1301–1318)
- Hiltbold von Werstein (1318–1329)
- Rudolf von Montfort (1330–1333)
- Hermann von Bonstetten (1333–1360)
- Georg von Wildenstein (1360–1379)
- Kuno von Stoffeln (1379–1411)
- Heinrich von Gundelfingen (1411–1418 resigniert)
- Konrad von Pegau (1418–1419)
- Heinrich von Mansdorf (1419–1426)
- Eglolf Blarer (1426–1442)
- Kaspar von Breitenlandenberg (1442–1463)
- Ulrich Rösch (1463–1491)
- Gotthard Giel von Glattburg (1491–1504)
- Franz von Gaisberg (1504–1529)
- Kilian Germann (1529–1530)
- Diethelm Blarer von Wartensee (1530–1564)
- Otmar Kunz (1564–1577)
- Joachim Opser (1577–1594)
- Bernhard Müller (1594–1630)
- Pius Reher (1630–1654)
- Gallus Alt (1654–1687)
- Coelestin Sfondrati (1687–1696)
- Leodegar Bürgisser (1696–1717)
- Joseph von Rudolphi (1717–1740)
- Cölestin Gugger von Staudach (1740–1767)
- Beda Angehrn (1767–1796)
- Pankraz Vorster (1796–1805)